# Microregione di Campo Maior
Campo Maior è una microregione del Piauí in Brasile, appartenente alla mesoregione di Centro-Norte Piauiense.
È una suddivisione creata puramente per fini statistici, pertanto non è un'entità politica o amministrativa.

## Comuni
È suddivisa in 19 comuni:
- Alto Longá
- Assunção do Piauí
- Boqueirão do Piauí
- Buriti dos Montes
- Campo Maior
- Capitão de Campos
- Castelo do Piauí
- Cocal de Telha
- Domingos Mourão
- Jatobá do Piauí
- Juazeiro do Piauí
- Lagoa de São Francisco
- Milton Brandão
- Nossa Senhora de Nazaré
- Novo Santo Antônio
- Pedro II
- São João da Serra
- São Miguel do Tapuio
- Sigefredo Pacheco